# Wanda Bieler
Wanda Bieler, italijanska alpska smučarka, * 7. julij 1959, Aosta, Italija.
Nastopila je na olimpijskih igrah 1976 in 1980, kjer je osvojila osmo mesto v slalomu in dvajseto v smuku, v veleslalomu pa je dvakrat odstopila. V edinem ločenem nastopu na svetovnih prvenstvih leta 1982 je zasedla petnajsto mesto v slalomu. V svetovnem pokalu je tekmovala sedem sezon med letoma 1976 in 1982 ter dosegla eno uvrstitev na stopničke v veleslalomu. V skupnem seštevku svetovnega pokala je bila najvišje na sedemnajstem mestu leta 1981, ko je bila tudi deveta v veleslalomskem seštevku.